# آیزاک بکمان
آیزاک بکمان (هلندی: Isaac Beeckman؛ زاده ۱۰ دسامبر ۱۵۸۸ درگذشته ۱۹ مه ۱۶۳۷) یک فیلسوف اهل هلند بود. 